# Бајадера (балет)
Бајадера (фр. La Bayadère, рус. Баядерка) је балет француско-руског кореографа Маријуса Петипе на музику Лудвига Минкуса. У оригиналној верзији има 4 чина и седам сценских слика.  
Прво извођење је имао 4. фебруара 1877. (23. јануара по јулијанском календару) у Великом царском каменом театру (рус. Большой Каменный Театр) у Санкт Петербургу. Премијера је била приређена тако да нагласи главну улогу примабалерине Јекатерине Вазем. Скоро све модерне верзије овог балета се заснивају на модификованој верзији Балета Киров из 1941.